# Парницкий, Теодор
Теодор Парницкий (польск. Teodor Parnicki, 5 марта 1908, Шарлоттенбург, Берлин — 5 декабря 1988, Варшава) — польский писатель, автор исторических и историко-фантастических произведений.

## Биография
Теодор Парницкий родился 5 марта 1908 года. Его отцом был поляк, мать происходила из польско-еврейской семьи. В Берлине отец Теодора, Бронислав Парницкий, учился в местном университете технологии. Когда отец Теодора получил степень доктора, семья переехала в Москву, где Бронислав Парницкий работал на различных предприятиях. С началом Первой мировой войны Парницкие, бывшие гражданами Германии, были вынуждены переехать в Уфу. В 1918 году умерла мать Теодора. Бронислав Парницкий женился вторично на русской женщине. Теодора отправили на обучение в кадетский корпус в Омске, а затем вместе с корпусом Теодор переехал во Владивосток. Оттуда он бежал в Харбин, где заботу о нём взяла на себя местная польская община. В местной гимназии им. Генрика Сенкевича он выучил польский язык. Его отец присоединился к нему в Маньчжурии, однако вскоре умер. После окончания школы и получения степени бакалавра Парницкий переехал в Польшу и поселился во Львове, где поступил во Львовский университет. Изучал польскую литературу под руководством профессора Юлиуша Клейнера, одного из известных специалистов по творчеству Словацкого. Вскоре Парницкий стал преподавать в университете китайский язык и русскую литературу.
Его первый роман, Trzy minuty po trzeciej, был опубликован в 1931 году. Однако лишь четвёртое произведение, «Аэций — последний римлянин» (Aecjusz Ostatni Rzymianin), сделало его популярным в Польше. На стипендию, которую он получил за этот роман в 1936 году, Парницкий совершил путешествие по Болгарии, Турции и Греции, где посвятил себя изучению византийского наследия этих государств. В Польшу он вернулся незадолго до начала Второй мировой войны.
Оказавшийся на территории, отошедшей к СССР, Парницкий был арестован НКВД по обвинению в антисоветском заговоре и приговорен к 8 годам лагерей. Освобожденный после заключения соглашения Сикорского-Майского в 1941 году, он присоединился к польской армии Владислава Андерса и был делегирован в польское посольство в Куйбышеве в качестве атташе по культуре. После эвакуации польской армии из СССР Парницкий жил некоторое время в Тегеране, а потом уехал в Иерусалим. В 1944 году он переехал в Мехико, где снова стал атташе по культуре польского посольства. В следующем году Мексика отказалась от признания польского Правительства в изгнании, и Парницкий остался без работы. Жил писательским трудом, получал небольшую пенсию от польской общины. Вернулся в Польшу в 1967 году. Умер 5 декабря 1988 года в Варшаве, не успев закончить четырёхтомный роман. Его последнее произведение Ostatnia powieść было опубликовано в 2003 году.

## Творчество
Среди авторов и мыслителей, которые повлияли на формирование Парницкого как писателя, он называл Словацкого, Генрика Сенкевича, Данте, Дюма-отца, Дмитрия Мережковского, Марка Алданова, Николая Бердяева и Арнольда Джозефа Тойнби. Парницкий имеет репутацию «трудного» писателя, книги которого требуют от читателя специальной подготовки к восприятию, эрудиции. Два самых популярных романа Парницкого, «Аэций — последний римлянин» (1936) и изданные в Иерусалиме в годы войны «Серебряные орлы» (1943), имеют довольно простую форму. Однако даже в произведениях, созданных в традиционном ключе собственно действию Парницкий отводит немного места. В 1950-60-х годах появились наиболее значительные в творчестве писателя романы «Гибель Согласия народов», «Слово и плоть», трилогия «Лунный лик». В мексиканский период Парницкий увлёкся созданием произведений в историко-фантастическом жанре. По собственному признанию, он отказался от роли историка-популяризатора ради «эксперимента»: как действовали бы его персонажи, если бы исторические события развивались по-другому, не так как в действительности.
В своих произведениях Парницкий охватил исторические события двух тысячелетий, происходившие почти во всех регионах мира, однако особое внимание он уделял двум темам: временам поздней Римской империи, возникновения христианства и создания Польского государства и определения его места среди других европейских государств. Он не стремился увлечь читателя занимательной фабулой или внешними эффектами, ставя перед собой задачу передать духовную и интеллектуальную атмосферу описываемой эпохи и показать взаимопроникновение и влияние друг на друга различных культур.
Парницкий с 1930-х годов выступал в качестве литературного критика (его дебютом в этой области стал очерк «Генрик Сенкевич и Александр Дюма-отец») и теоретика исторического романа.

## Произведения Теодора Парницкого
- Trzy minuty po trzeciej (дебют 1931, Львов)
- Hrabia Julian (1934, Львов)
- Opowiadania (1934-1939, Львов)
- Aecjusz Ostatni Rzymianin (1936, Львов)/«Аэций — последний римлянин»
- Szkice literackie (1933-1939, Львов)/«Литературные зарисовки»
- Srebrne Orły (1943, Иерусалим)/«Серебряные орлы»
- Koniec Zgody Narodów (1955, Meksyk)/«Гибель Согласия народов»
- Słowo i ciało (1958, Meksyk)/«Слово и плоть»
- Twarz Księżyca- Tom 1 (1960, Meksyk)/«Лунный лик», том 1
- Nowa Baśń 1 – Robotnicy wezwani o jedenastej (1961, Meksyk)/«Новое предание», том 1, «Работники вызваны в одиннадцать»
- Twarz Księżyca Tom 2 (1961, Meksyk)/«Лунный лик», том 2
- Nowa Baśń 2 – Czas siania czas zbierania (1962, Meksyk)
- Tylko Beatrycze (1962, Meksyk)/«Только Беатриче»
- Nowa Baśń 3 – Labirynt (1963, Meksyk)
- I u możnych dziwny (1964, Meksyk)/«И у сильных славный»
- Nowa Baśń 4 – Gliniane Dzbany (1965, Meksyk)
- Koła na piasku (1965, Meksyk)
- Śmierć Aecjusza (1966, Meksyk)
- Nowa Baśń 5 – Wylęgarnie dziwów (1967, Meksyk)
- Twarz Księżyca Tom 3 (1967, Warszawa)/«Лунный лик», том 3
- Zabij Kleopatrę (1968, Warszawa)/«Убей Клеопатру»
- Inne życie Kleopatry (1968, Warszawa)/«Другая жизнь Клеопатры»
- Tożsamość (1968, Warszawa)
- Nowa Baśń 6 – Palec Zagrożenia (1970, Warszawa)
- Muza dalekich podróży (1970, Warszawa)/«Муза дальних странствий»
- Staliśmy jak dwa sny (1972, Warszawa)
- Rodowód literacki (1973, Warszawa)
- Przeobrażenie (1973, Warszawa)
- Historia w literaturę przekuwana (1973, Warszawa)
- Sam wyjdę bezbronny (1975, Warszawa)
- Sekret trzeciego Izajasza (1980, Warszawa)
- Dary z Kordoby (1981, Warszawa)
- Rozdwojony w sobie (1981, Warszawa)
- Kordoba z darów (1986, Warszawa)
- Opowieść o trzech Metysach (wydanie pośmiertne 1994, Warszawa)
- Ostatnia powieść (wydane pośmiertnie 2003, Warszawa)
- Dzienniki z lat osiemdziesiątych (wydanie pośmiertne 2008, Kraków)